# Нисгаа
Нисгаа (Nisga’a, также Nass, Nisgha, Nishga, Nishka, Nisk’a, Nisqa’a) — язык народа нисгаа, проживающего на северо-западе Британской Колумбии.

## Генеалогия
Относится к группе насс-гитксан цимшианской языковой семьи. Возможно, относится к пенутийской макросемье.

## География
Британская Колумбия. Деревни Айянш (Аянс), Гринвилл (Лаксталцап или Гитксатин), Каньон-Сити (Гитуинксихлку) и Кинколит (Гинголкс) долины реки Нижняя Насс.

## Социолингвистическая информация
2360 говорящих. Этническая популяция — 5430.
Носители 30 лет и старше.
Также используется английский, цимшианский.
Высокий уровень понимания между языками нисгаа и гитксан; могут рассматриваться как диалекты одного языка насс-гитксан (нисгаа-гитксан).
Вариативность незначительна, диалекты не выделяются.
Письменность — латиница: a, aa, b, d, e, ee, g, g̱, gw, h, hl, i, ii, j, k, k', ḵ, ḵ', kw, kw', l, l̀, m, m̓, n, n̓, o, oo, p, p', s, t, t', tl', ts, ts', u, uu, w, w̓, x, x̱, xw, y, y̓, '. Старая версия алфавита: A a, B b, D d, E e, G g, G̓ g̓, H h, I i, K k, Ḱ ḱ, Ḵ ḵ, L l, 'L 'l, M m, N n, O o, P p, Qu qu, S s, Š š, T t, U u, W w, Y y, Z z, Ż ż, '.
Сохранение и поддержание: Преподается в школах, в том числе начальных, в устном и письменном виде. Переведены фрагменты Библии.

## Типологическая характеристика
Синтетизм.
Aguhl jabin k’yoots Rosie? (что-КОННЕКТИВ делать-2SG вчера Рози) — Что ты делала вчера, Рози?
Aguhl jijabinis? (что-КОННЕКТИВ делать-ПРОГРЕССИВ-2SG) — Что ты делаешь?(прогрессив)
Агглютинация:
jap - делать, строить, чинить
jijap -прогрессив от jap (редупликация)
Aguhl jab-in k’yoots? [ОСНОВА-2SG] -Что ты делала вчера?
Aguhl ji-jab-in-is? [ПРОГР-ОСНОВА-2SG-is] — Что ты делаешь (прогр.)?
Aguhl ji-jab-id-is? [ПРОГР-ОСНОВА-3SG-is] — Что он/она делает (прогр.)?
Aguhl ji-jab-is Ted? [ПРОГР-ОСНОВА-is] — Что делает (прогр.) Тед?
Aguhl ji-jab-i-hl gat?[ПРОГР-ОСНОВА-is-КОННЕКТИВ] — Что делает (прогр.) человек?
Вершинное маркирование в клаузе.
Gidii-guudiy̓hl g̱anaaw̓. (поймать-ПРОШ-1SG-КОННЕКТИВ лягушка) — Я поймал лягушку.
Gidii-guudihl gibuuhl wana? (поймать-ПРОШ-КОННЕКТИВ волк-КОННЕКТИВ олень-ВОПРОС) — Поймал ли волк оленя?(нулевой показатель 3SG)
Вершинное маркирование в посессиве.
Elvishl wahl agwii-niye’es Adrian. (Элвис-КОННЕКТИВ имя-КОННЕКТИВ прадед-ПОСЕССОР Адриан) — Элвис — прадед Адриана.
Эргативность.
Ga’ahl gibuuhl wan. (видеть-КОННЕКТИВ волк-КОННЕКТИВ олень) — Волк видит оленя.
Wox̱hl us.(лаять-КОННЕКТИВ собака) — Собака лает.
Gigyookshl w̓ii g̱an.(плавать-КОННЕКТИВ большой дерево) — Большое дерево плавает.
Порядок слов VSO.
Gidii-guudihl k’utk’unukwshl ts’uuts’. (поймать-ПРОШ-КОННЕКТИВ сова-КОННЕКТИВ птица) — Сова поймала птицу.
Gibihl k’utk’unukwshl ts’uuts’a? (есть-КОННЕКТИВ сова-КОННЕКТИВ птица-ВОПРОС) — Едят ли совы птиц?

## Другие особенности

### Фонетика
Нет тонов.
Гласные фонемы:
|                | Передние      | Средние | Задние        |
| Закрытые       | i [ɪ] iː [iː] |         | u [ʊ] uː [ʊː] |
| Средний подъём | e [ɛ] eː [ɛː] |         | o [ɔ] oː [ɔː] |
| Открытые       |               | a [ɐ]   |               |

Согласные фонемы:
|                           | губные | альвеолярные | альвеолярные свистящие | латеральные | палатальные | велярные | огубленные велярные | увулярные | глоттальные |
| Звонкие смычные           | b      | d            | j                      |             |             | g        | gw                  | g̱         | ’           |
| Глухие смычные            | p      | t            | ts                     |             |             | k        | kw                  | ḵ         |             |
| Абруптивные смычные       | p’     | t’           | ts’                    | tl’         |             | k’       | kw’                 | ḵ’        |             |
| Фрикативные               |        |              | s                      | hl          |             | x        | xw                  | x̱         | h           |
| Сонорные                  | m      | n            |                        | l           | y           |          | w                   |           |             |
| Глоттализованные сонорные | m̓      | n̓            |                        | l̓           | y̓           |          | w̓                   |           |             |

### Грамматика
Нет выражения множественного числа.
Gibihl duushl g̱aaka? Ee̱’e gibit. (Едят ли кошки мышей? Да, едят.)
Gibihl duushl g̱aakhla? Ee’e, gibit. (Съела ли кошка мышь? Да, съела.)
Используются предлоги.
Генитив и демонстратив ставится после существительного; прилагательные и числительные перед существительным.
Общий вопрос выражается с помощью вопросительных частиц в финале клаузы.
Gidii-guudihl gibuuhl wana? Ee’e, gidiiguudihl gibuuhl wan. (Поймал ли волк оленя? Да, волк поймал оленя.)
Вопросительные слова ставятся в начале предложения.
Aguhl yox̱gwihl gibuu? Yox̱gwihl gibuuhl wan. (За чем гонится волк? Волк гонится за оленем.)
Отрицание перед глаголом, двойного отрицания нет.